# زاكاري هانسن
زاكاري هانسن (بالإنجليزية: Zachary Hansen)‏ هو طبال أمريكي، ولد في 19 أغسطس 1972.

## وصلات خارجية
- زاكاري هانسن على موقع IMDb (الإنجليزية)